# Macroceromys terminalis
Macroceromys terminalis is een vliegensoort uit de familie van de Xylomyidae. De wetenschappelijke naam van de soort is voor het eerst geldig gepubliceerd in 1977 door Vasey.